# We're Down Til We're Underground
We're Down Til We're Underground è il secondo album di studio dei Give Up the Ghost, pubblicato nel 2003 da Equal Vision Records e da Burning Heart in Svezia.
Si tratta del primo disco del gruppo pubblicato con il nome Give Up the Ghost' e non con la sigla precedente American Nightmare. Lo stile musicale della band non è variato dal primo album, rimanendo un hardcore punk veloce e aggressivo, ma le ultime tracce sono più sperimentali e ambient.
Inoltre è stata la prima e ultima pubblicazione del quintetto ad ottenere una posizione in classifica, la numero 48 della Top Independent Albums.

## Tracce
- Tutte le tracce scritte dai Give Up the Ghost.

1. (It's Sometimes Like It Never Started) - 0:58
2. Love American - 2:14
3. Young Hearts Be Free Tonight - 1:43
4. Since Always - 2:23
5. Calculation-Nation - 0:57
6. The Last Supper After Party - 2:37
7. Crime Scene - 2:33
8. Bluem - 3:24
9. AEIOU - 2:50
10. Crush of the Year - 2:04
11. No Lotion Could Ever Unclog These Pores - 1:11
12. We Killed It - 3:15
13. (And It's Sometimes Like It Will Never End) - 5:11

## Crediti[3]
- Jim Siegel - produttore, ingegnere del suono, missaggio
- Linas Garsys - logo
- Alan Douches - mastering
- Jacob Bannon - art director, design
- Big E - voce di sottofondo

## Formazione
- Wes Eisold - voce
- Tim Cossar - chitarra
- Brian Masek - chitarra
- Jarvis "Josh" Holden - basso
- Alex Garcia-Rivera - batteria